# Shaban Sinani
Shaban Sinani, född den 16 april 1958, är en albansk forskare och journalist. Han har en doktorsgrad och är professor.
Han har varit tidningsanställd och forskare knutet till Albaniens vetenskapsakademi. Han var fram till november 2005 direktör for Albaniens nationalarkiv. Efter ett regeringsskifte 2005 frånträdde han denna post. Han  ersattes av professor Nevila Nika, som innehade posten under Sali Berishas första regeringstid.
Sinani har utgett flera böcker på albanska och franska. Bland annat har han efter arkivstudier dokumenterat att författaren Ismail Kadare, även om han var Enver Hoxhas skyddsling, också övervakades av denne.
Shaban Sinani var en av organisatörerna av flera aktiviteter 2005 i anslutning till firandet av att det var 600 år sedan Skanderbeg föddes. Ett planerat arrangemang i Köpenhamn avbröts på grund av hans frånträde.